# Ofer Gabber
Ofer Gabber (16 de maio de 1958) é um matemático israelense. Trabalha com geometria algébrica.

## Vida
In 1978 Gabber obteve um doutorado em 1978 na Universidade Harvard, orientado por Barry Mazur, com a tese Some theorems on Azumaya algebras. Trabalhou no Institut des Hautes Études Scientifiques (IHÉS) em Bures-sur-Yvette, ao sul de Paris, onde foi pesquisador de liderança na tradição da geometria algébrica no sentido de Alexander Grothendieck, que trabalhou no IHÉS na década de 1960. Em 1982 envolveu-se com as Faisceaux pervers (feixes perversos) de Joseph Bernstein, Pierre Deligne e Alexander Beilinson, demonstrando (através de seu teorema da pureza) juntamente com eles o teorema da decomposição. Também estudou coomologia etal de esquemas. Em 1981 recebeu o Prêmio Erdős.

## Obras
- com Lorenzo Ramero: Almost Ring Theory, Springer, Lecture Notes in Computer Science, Vol. 1800, 2003.
- com Brian Conrad e Gopal Prasad: Pseudo-Reductive Groups, Cambridge University Press, 2010.